# Shopping 1 (Genk)
Shopping 1 is een overdekt winkelcentrum in de stad Genk. Het winkelcentrum, dat geopend werd op 28 augustus 1968, is het oudste shoppingcenter van België en biedt meer dan 90 overdekte handelszaken en is bij opening tevens het grootste binnenstedelijke winkelcentrum in de provincie Limburg. Later werden er nog twee overdekte  winkelcentrums aangelegd, Shopping 2 en Shopping 3. 

## Ontstaan
In 1965 werd door Kenneth C. Levin een marktonderzoek gedaan of Genk de geschikte plaats is voor zo een enorm project. Hij kwam tot de conclusie dat Genk zich in het hartje van Limburg bevindt, dat toen een groeiende provincie was en waar de bevolking sterk groeide. Er werd ook naar de concurrentie van omliggende steden, zoals Hasselt, Luik, en Maastricht gekeken. Later in 1966 toen de resultaten van het onderzoek positief bevonden werden, ging het project van start.
De groep Bernheim-Outremer Immobiliën (van Innovation) en N.V. Grands Magasins au Bon Marché hebben het Shoppingcentrum opgericht en tegelijk zou dit voor beide firma's een enorme publiciteit zijn. Het gebouw is ontworpen volgens de beginselen die hun doel reeds bewezen hadden in de Verenigde Staten.
Het gebouw is gevormd door een verwarmde en overdekte galerij waaronder één hypermarkt (Carrefour).
Men besloot om extra wegen ernaartoe te leiden zodat het Shoppingcentrum beter bereikbaar wordt voor bezoekers. Later kwam ook het idee om een grote verbindingsweg (Europalaan) aan te leggen. Deze verbindingsweg werd in 2001 vernieuwd. Met Shopping 1, geopend in 1968 heeft Genk het oudste shoppingcentrum van België op zijn grondgebied.

## Renovatie in 2012
Shopping 1 wordt jaarlijks bezocht door 3,5 tot 4 miljoen mensen, maar in die jaren dat Shopping 1 bestaat, vonden er geen wezenlijke renovaties plaats.: de vloer, plafond en decoratie dateren nog steeds uit 1968. Wel werd de ruimte van het grootwarenhuis Sarma opgedeeld in een 5-tal nieuwe winkelruimtes.
Ook de beleving in de shopping is een constante. De centrale hal bleef doorheen de tijd een ontmoetingsplaats voor jong en oud. Legendarisch waren de ‘volière’ en de ‘fontein’.
Sinds juli 2012 werd er gestart met de aangekondigde renovatie van de huidige Shopping 1 en de uitbreiding van het vernieuwde gedeelte: de parkeerplaats (kant Europalaan) zal verdwijnen waardoor het gebouw verdubbelt en de winkeloppervlakte zal toenemen. De parkeerplaatsen die verloren gaan worden teruggewonnen door extra parkeerruimte te voorzien op het dak. De investering wordt geraamd op zo'n 70 miljoen euro en moet klaar zijn in 2014. 
Het gebouw krijgt een hele nieuwe, goudkleurige façade. Deze zal opgebouwd worden in verschillende niveaus en graden van transparantie. Ook zal er strekmetaal (champagnekleurig geanodiseerd aluminium) gebruikt worden. De inspiratie voor het ontwerp halen de architecten bij oude koopmanshuizen in Firenze.
De nieuwe gevel van Shopping 1 is 200 meter lang en herbergt verschillende etalages. In deze speciale nieuwe gevel ontstaat een wisselend spel van invallend zonlicht, afhankelijk van het moment van de dag. Dit om het introverte gebouw een open en modern gevoel te geven. Shopping 1 is het grootste gebouw in het centrum van Genk en herbergt 1.250 parkeerplaatsen opgebouwd als een open parkeergebouw van vijf bouwlagen over de volle lengte langs de Europalaan, die plaats biedt aan 990 voertuigen. De overige 260 plaatsen zijn behouden op de bestaande dakparking. Het hele project zal 27.000 vierkante meter groot zijn, een vermeerdering van 16.000 vierkante meter. Hierdoor komen er een 30-tal winkels bij.
Maar ook de ‘flow’ van het gebouw is grondig onder handen genomen. Zo zullen er verschillende toegangen verplaatst of groter gemaakt worden. Zo zal er een betere toegang mogelijk zijn en is de relatie met de omgeving optimaal. Om de stroming van de bezoekers te verbeteren zullen de grote winkelketens op strategische punten geplaatst worden, met daartussen verschillende kleinere winkels. De centrale hal is vervangen door een atrium over twee niveaus en wordt geanimeerd door horecazaken en terrassen. Ook de nieuwe huisstijl, het logo en de features verwijzen op eigentijdse wijze naar de geschiedenis van Shopping 1.
Op 10 april 2014 ging een deel nieuwe winkels en de vernieuwde Carrefour open. Deze bevindt zich voortaan op de 1e verdieping die toegankelijk is via de dakparking en de nieuwe centrale hal van Shopping 1. Op 12 november 2014 eindigen de werken aan Shopping 1 in Genk.

## 2018
Op 25 januari 2018 werd aangekondigd dat de hypermarkt Carrefour in het Genkse Shopping 1 zal sluiten. De winkel speelt al jaren een belangrijke functie in het centrum van Genk. De vestiging blijkt echter structureel verlieslatend te zijn. In de grote vakantie van 2019 besloot Carrefour om de stekker er definitief uit te trekken en de vestiging te sluiten.
Carrefour moet dan plaats maken voor een andere grote speler Albert Heijn. Deze werd feestelijk geopend op 6 november 2019.